# Kungälvs VBK
Kungälvs VBK är en volleybollklubb i Kungälv i Sverige. Klubben bildades 1 januari 1973 genom en sammanslagning av tre klubbar. Herrlaget blev svenska mästare 1989, 1991, 1992 och 1993. Det har haft sitt nuvarande namn sedan 1990, tidigare hette klubben Kungälvs Förenade Volleyboll Team (KFVT) Kungälvs VBK är även arrangör för Trekungaslaget, en turnering som spelas av ungdomar i åldern 9 till 19 år. Turneringen hade sin första upplaga år 1978.

### Fotnoter
1. ↑  ”Om klubben”. Kungälvs VBK. https://www.kungalvvolley.nu/sida/?ID=238394. Läst 6 december 2022.
2. ↑  ”Föreningsinfo”. Kungälvs VBK. https://www.kungalvvolley.nu/sida/?ID=241332. Läst 6 december 2022.
3. ↑  ”Trekungaslaget”. Facebook. https://sv-se.facebook.com/trekungaslaget/. Läst 5 december 2022.